# Rellen bij de UEFA Cupfinale in 2000
De 2000 UEFA Cupfinale rellen, ook bekend als de Slag van Kopenhagen, waren rellen rondom het Rådhuspladsen in de Deense hoofdstad Kopenhagen. Het geweld vond plaats tussen hooligans van het Engelse Arsenal en het Turkse Galatasaray rond de UEFA Cupfinale op 17 mei 2000. Engelse hooligans zochten vergelding voor het (dodelijk) neersteken van twee Leeds United aanhangers door Galatasaray aanhangers de maand ervóór.